# 盧襄
卢襄（1481年—1531年），字師陳，號五塢山人，蘇州府吳縣人，明朝政治人物。

## 生平
正德十一年（1516年），由國子生中式丙子科應天鄉試第十名舉人，嘉靖二年（1523年）登癸未科會試第二百九十五名，第二甲第三十二名進士。授刑部主事，改兵部职方司。嘉靖三年（1524年）大禮議期間，參與左順門事件，受廷杖。六年升礼部儀制司员外郎，七年升兵部职方司署郎中，主考江西鄉試，改武选司。為羽林指揮劉某所訐，下獄。其事得白，遷陝西左參議。嘉靖十年卒，年五十一。

## 著作
有《五塢草堂集》、《石湖文略》。

## 家族
曾祖盧立。祖父盧士誠。父盧綱，封河南道监察御史。母陳氏，贈孺人；继母吴氏。具庆下。兄盧雍，四川按察司提学副使。
子應坊、應垓。